# Ilak
Ilak (in lingua aleutina Iilax), registrata inizialmente come Illuk, poi Illakh, è una piccola isola delle Delarof orientali nell'arcipelago delle Aleutine e appartiene all'Alaska (USA). L'isola è lunga solo 1,5 km e il suo punto più alto è 28 m. Si trova circa 30 km a sud-ovest di Tanaga.